# Gamasiphoides macquariensis
Gamasiphoides macquariensis är en spindeldjursart som först beskrevs av Hirschmann 1966.  Gamasiphoides macquariensis ingår i släktet Gamasiphoides och familjen Ologamasidae. Inga underarter finns listade i Catalogue of Life.